# Ludwig Luckner
Ludwig Luckner (* 1940) ist ein deutscher Naturwissenschaftler.
Der aus dem Vogtland stammende Luckner studierte Wasserbau/Wasserwirtschaft an der Technischen Hochschule Dresden (später Universität). Er blieb an der Hochschule und wurde Assistent bei Karl-Franz Busch, zudem promovierte und habilitierte er sich dort. Im Jahr 1981 trat Luckner die Nachfolge in Buschs Professur an der Sektion Wasserwesen der TU Dresden an. 1990 gründete er das Dresdner Grundwasserforschungszentrum e. V. (DGFZ) als gemeinnützigen eingetragenen Verein. 1995 gründete er das Grundwasserzentrum (GWZ) Dresden.
Für seinen herausragenden Anteil an der Entwicklung der Boden- und Grundwasserwissenschaften und ihrer Anwendung in der Braunkohlenindustrie, Geologie und Wasserwirtschaft wurde Luckner 1989 mit dem Nationalpreis der DDR III. Klasse ausgezeichnet. 1992 wurde er zusammen mit sechs weiteren Wissenschaftlern mit dem Körber-Preis ausgezeichnet.

## Werke
- Beitrag zur Lösung von Grundwasserströmungsproblemen mit komplizierten Randbedingungen durch elektrische Kontinuummodellversuche. Diss. TU Dresden 1969
- mit Karl-Franz Busch: Geohydraulik. Leipzig 1972, 3. Aufl. 1993 mit Klaus Tiemer, ISBN 978-3-443-01004-1.
- Die kybernetische Modellmethode, ein wirksames Mittel zur Lösung geohydraulischer Strömungsprobleme. Habil. TU Dresden 1973.
- mit Wsewolod Michailowitsch Schestakow: Simulation der Geofiltration. Leipzig 1975.
- mit Wsewolod Michailowitsch Schestakow: Migrationsprozesse im Boden- und Grundwasserbereich. Leipzig 1986.
  - Migration processes in the soil and groundwater zone. Chelsea: Lewis Publishers 1991, ISBN 0-87371-302-8